# Аліна Пономаренко
Аліна Пономаренко (нар. 15 липня 2003, Одеса) — українська модель і королева краси, переможниця конкурсу «Міс Всесвіт Україна 2024». Представлятиме Україну на «Міс Всесвіт 2024» у Мексиці.

## Біографія
Пономаренко Аліна народилася 15 липня 2003 року в місті Одеса. Вона закінчила Національний університет «Одеська юридична академія». за спеціальністю міжнародне правосуддя та право.
Свою конкурсну кар'єру Аліна почала, коли виграла конкурс «Міс Одеса-2023» і увійшла в топ-10 міжнародного конкурсу «Міс Суперталант-2023», який проходив у Південній Кореї, де потрапила до Топ-10. 18 липня 2024 року Пономаренко обрали «Міс Україна Всесвіт 2024», її попередницею була Ангеліна Усанова. Тепер Аліна Пономаренко представлятиме Україну на конкурсі «Міс Всесвіт 2024» у Мексиці.